# Protestas antiausteridad

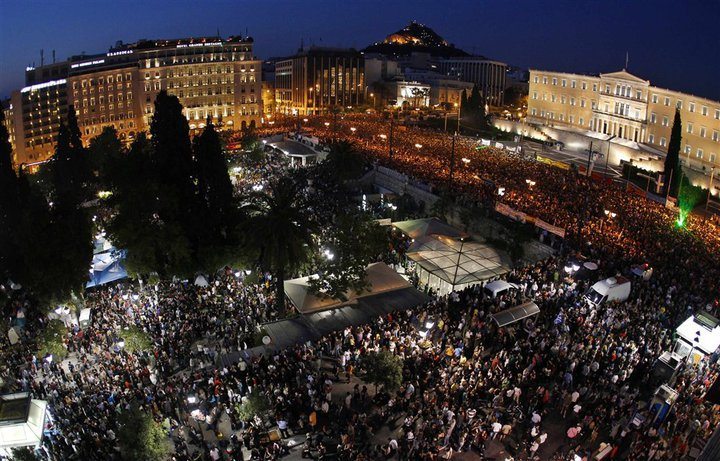
100.000 manifestantes pacíficos antiausteridad delante del parlamento griego el 29 de junio de 2011.

Las protestas antiausteridad o protestas contra la austeridad son toda forma masiva de protestas callejeras por los afectados por ellos y algunos de ellos implicando también un mayor o menor grado de militancia, han sucedido regularmente a través de varios países, sobre todo en el continente europeo, hispanoamericano y los países árabes (Primavera Árabe), desde el inicio de la actual crisis financiera mundial. Los fenómenos son, colectivamente, decididamente y conceptualmente independientes, de las propias medidas de austeridad, a pesar de que la promulgación de esta última es un requisito previo para los primeros. Esto se debe a que son de los tamaños que son; que atraviesan a grupos de edad (por ejemplo, estudiantes y trabajadores de más edad) y otros datos demográficos, que pueden incorporar diferentes tipos de acciones en diversos segmentos de la economía de un país determinado, incluyendo la financiación de la educación, la financiación de la sanidad y las medicinas, la financiación de la Seguridad Social, la financiación de la prestación por desempleo, la financiación de infraestructuras , la industria manufacturera, el bienestar social, y muchos otros, y a que el fenómeno de la austeridad, cuando se explica por sí solo, no es suficiente para abarcar adecuadamente el fenómeno de la amplia oposición a la misma, y los matices y las fluctuaciones de esa oposición, sin perjuicio del incremento de la tasa de desempleo que ocasiona.
Las acciones contra la austeridad son variadas y en curso, y pueden ser esporádicas y poco organizada o de largo plazo y estrechamente organizadas. Continúan en la actualidad. Las revueltas en Túnez y en Egipto en 2011 fueron originalmente en gran medida contra la austeridad y la lucha contra el desempleo antes de convertirse en amplias revoluciones sociales .
El mundial y todavía en difusión movimiento Occupy ha sido sin duda el efecto físico más notable del sentimiento anti-austeridad.